# Emilson Soto
Edgardo Emilson Soto Fajardo  (Olanchito, 20 de octubre de 1964) es un exfutbolista y director técnico hondureño. Actualmente dirige a la Selección sub-20 de Honduras.

## Selección nacional
Fue internacional con la Selección de fútbol de Honduras en cinco ocasiones. Debutó el 30 de octubre de 1988 durante un encuentro contra Trinidad y Tobago. 

## Clubes

### Como jugador
| Club                  | País     | Año         |
| --------------------- | -------- | ----------- |
| Real España           | Honduras | 1984 - 1994 |
| Independiente Villela | Honduras | 1995 - 1998 |

### Como asistente técnico
| Club        | País     | Año  | Asistente de    |
| ----------- | -------- | ---- | --------------- |
| Real España | Honduras | 2019 | Carlos Restrepo |
| Real España | Honduras | 2020 | Ramiro Martínez |
| Real España | Honduras | 2022 | Hector Vargas   |
| Real España | Honduras | 2023 | Julio Rodríguez |

### Como entrenador
| Club                         | País     | Año  | P | PG | PE | PP | Efectividad |
| ---------------------------- | -------- | ---- | - | -- | -- | -- | ----------- |
| Real España                  | Honduras | 2020 | 5 | 1  | 2  | 2  | 33.33%      |
| Real España                  | Honduras | 2022 | 1 | 1  | 0  | 0  | 100.00%     |
| Selección sub-20 de Honduras | Honduras | 2024 | 1 | 0  | 0  | 1  | 0%          |

## Palmarés

### Como jugador
| Título                    | Club        | País     | Año  |
| ------------------------- | ----------- | -------- | ---- |
| Liga Nacional de Honduras | Real España | Honduras | 1989 |
| Liga Nacional de Honduras | Real España | Honduras | 1991 |
| Copa de Honduras          | Real España | Honduras | 1992 |
| Liga Nacional de Honduras | Real España | Honduras | 1994 |